# U 973
U 973 war ein deutsches U-Boot vom Typ VII C, ein sogenanntes „Atlantikboot“, das von der ehemaligen deutschen Kriegsmarine während des U-Boot-Krieges im Zweiten Weltkrieg im Europäischen Nordmeer gegen die Nordmeergeleitzüge der Alliierten eingesetzt wurde.

## Bau
Es wurde auf der Werft Blohm & Voss in Hamburg gefertigt. Die Kiellegung erfolgte am 26. Juni 1942, die Indienststellung erfolgte am 15. April 1943 unter Oberleutnant zur See Klaus Paepenmöller.
Das Boot absolvierte während seiner Dienstzeit zwei Unternehmungen. Vom 22. Januar 1944 bis zum 12. Februar 1944 war es im Europäischen Nordmeer eingesetzt und war unter anderem am Angriff auf zwei Nordmeergeleitzüge, namentlich JW 56B und RA 56, beteiligt. Im März 1944 patrouillierte U 973 im Seegebiet nordwestlich von Narvik. Während seiner Einsätze versenkte oder beschädigte U 973 keine Schiffe.

## Versenkung

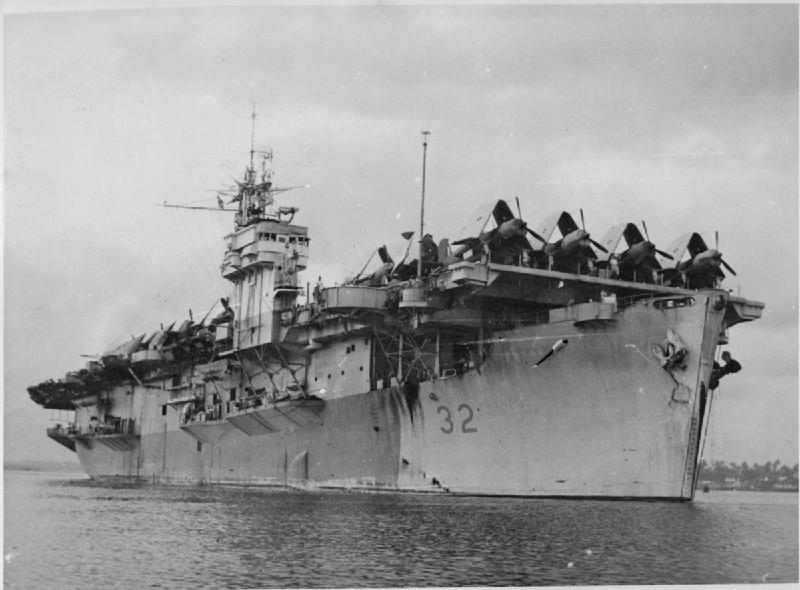
Ein Flugzeug der HMS Chaser versenkte U 974

Kommandant Paepenmüller entschied sich, trotz schlechtem Wetters am 6. März 1944, beim Angriff auf den Nordmeergeleitzug RA 57 mit U 973 aufzutauchen. Das Boot wurde dabei von einem Swordfish-Doppeldeckerflugzeug des britischen Geleitflugzeugträgers HMS Chaser aus 12 sm Entfernung entdeckt und sofort angegriffen. Die Swordfish warf bei diesem Angriff ein Dutzend Raketenbomben ab, von denen mindestens eine das U-Boot traf und einen Wassereinbruch verursachte, der nicht zu stoppen war. Kommandant Paepenmöller befahl daraufhin das Verlassen des Bootes und die gesamte Besatzung ging von Bord. In dem etwa 4 °C kalten Wasser überlebten nur zwei Besatzungsmitglieder: der Leitende Ingenieur und ein Matrosenobergefreiter. 51 Seeleute fanden den Tod, unter ihnen Kommandant Klaus Paepenmöller. Die beiden Überlebenden wurden nach zwei Stunden Schwimmens von der kanadischen Korvette Queen Budega gerettet. Franz Rudolph, der Leitende Ingenieur, nahm im Nachhinein an, dass er und der Matrosenobergefreite durch die Tatsache gerettet wurden, dass sie beide – da sie, anders als die meisten ihrer Kameraden, keine Schwimmwesten hatten – zu ständiger Bewegung gezwungen waren, und so vor dem Erfrieren bewahrt wurden. Das Boot liegt nordwestlich von Narvik auf der Position 70° 40′ N, 5° 48′ O.